# Centaurea ceratophylla
Centaurea ceratophylla — вид квіткових рослин айстрових (Asteraceae). Ареал: Італія, Хорватія, Боснія і Герцеговина.